# Marcela Bravo de Saravia
Marcela María Nolberta Bravo de Saravia e Iturrizarra,  II marquesa de la Pica (Lima, Perú, 1678 - Santiago, Chile, 12 de marzo de 1752) fue una aristócrata y encomendera chilena.

## Biografía
Marcela Bravo de Saravia fue encomendera de Pullally, hacienda cuya costa es Papudo, Illapel y Llopeo. Ha sido la única mujer en ostentar el título de marqués de la Pica por derecho propio.

## Familia
Fueron sus padres el maestre de campo Jerónimo Bravo de Saravia y Henestrosa, corregidor de Paucarcolla en Perú e hijo del I Marqués de la Pica, y de Catalina de Iturrizarra y Gómez del Castillo, a su vez hija del magistrado Bernardo de Iturrizarra, oidor de la Real Audiencia de Lima. Se casó con su pariente Antonio de Andía-Yrarrázabal y Bravo de Saravia, señor del Mayorazgo Andía-Yrarrázabal.
| Predecesor: Francisco Bravo de Saravia | Marqués de la Pica | Sucesor: Miguel de Irarrázaval y Bravo de Saravia |